# Kampfgeschwader 255
Le Kampfgeschwader 255 (KG 255) (255e escadron de bombardiers) est une unité de bombardiers de la Luftwaffe pendant la Seconde Guerre mondiale. 

## Organisation

### Stab. Gruppe
Formé le 15 mars 1937 à Landsberg.

Le 1er mai 1939, il est renommé Stab/KG 51.

Geschwaderkommodore (Commandant de l'escadron) :
| Début             | Fin               | Grade  | Nom                      |
| ----------------- | ----------------- | ------ | ------------------------ |
| 15 mars 1937      | 1er novembre 1938 | Oberst | Willibald Spang          |
| 1er novembre 1938 | 1er février 1939  | Oberst | Ritter von Lex           |
| 1er février 1939  | 1er mai 1939      | Oberst | Dr Johann-Volkmar Fisser |

### I. Gruppe
Formé le 15 mars 1937 à Landsberg avec :
- Stab I./KG 255 nouvellement créé
- 1./KG 255 nouvellement créé
- 2./KG 255 nouvellement créé
- 3./KG 255 nouvellement créé

Le 1er mai 1939, le I./KG 255 est renommé I./KG 51 avec :
- Stab I./KG 255 devient Stab I./KG 51
- 1./KG 255 devient 1./KG 51
- 2./KG 255 devient 2./KG 51
- 3./KG 255 devient 3./KG 51

Gruppenkommandeure (Commandant de groupe) :
| Début        | Fin          | Grade          | Nom         |
| ------------ | ------------ | -------------- | ----------- |
| 15 mars 1937 | 31 mars 1938 | Oberstleutnant | Kurt Mälzer |
| 31 mars 1938 | 1er mai 1939 | Oberstleutnant | Hans Korte  |

### II. Gruppe
Formé le 1er mars 1937 à Leipheim avec :
- Stab II./KG 255 nouvellement créé
- 4./KG 255 nouvellement créé
- 5./KG 255 nouvellement créé
- 6./KG 255 nouvellement créé

Le 1er mai 1939, le II./KG 255 est renommé III./KG 77 avec :
- Stab II./KG 255 devient Stab III./KG 77
- 4./KG 255 devient 7./KG 77
- 5./KG 255 devient 8./KG 77
- 6./KG 255 devient 9./KG 77

Gruppenkommandeure :
| Début            | Fin              | Grade          | Nom                      |
| ---------------- | ---------------- | -------------- | ------------------------ |
| 1er mars 1937    | 1er février 1939 | Oberstleutnant | Dr Johann-Volkmar Fisser |
| 1er février 1939 | 1er mai 1939     | Oberst         | Wolf von Stutterheim     |

### III. Gruppe
Formé le 1er mars 1937 à Memmingen avec :
- Stab III./KG 255 nouvellement créé
- 7./KG 255 nouvellement créé
- 8./KG 255 nouvellement créé
- 9./KG 255 nouvellement créé

Le 1er mai 1939, le III./KG 255 est renommé III./KG 51 avec :
- Stab III./KG 255 devient Stab III./KG 51
- 7./KG 255 devient 7./KG 51
- 8./KG 255 devient 8./KG 51
- 9./KG 255 devient 9./KG 51

Gruppenkommandeure :
| Début          | Fin            | Grade  | Nom                 |
| -------------- | -------------- | ------ | ------------------- |
| 1er mars 1937  | 1er avril 1937 | Oberst | Gottlob Müller (en) |
| 1er avril 1937 | 1er mai 1939   | Oberst | Alois Stoeckl (en)  |